# Calligonum tetrapterum
Calligonum tetrapterum là một loài thực vật có hoa trong họ Rau răm. Loài này được (Meisn. ex DC.) Jaub. & Spach mô tả khoa học đầu tiên năm 1855.